# Kabaret na żywo
Kabaret na żywo – polski telewizyjny program rozrywkowy (i zarazem cotygodniowe pasmo telewizyjne) emitowany na antenie telewizji Polsat od 2016 roku.

## Charakterystyka programu
W programie prezentowane są premierowe oraz znane już skecze, parodie i piosenki na wybrany temat. Gospodarzem i prowadzącym każdego wieczora – w zależności od serii – jest inny kabaret, stały dla danej serii kabaret bądź stała dla danej serii grupa wykonawców z różnych grup kabaretowych. Ponadto, w szczególności w pierwszych seriach, do programu zapraszani są zazwyczaj goście specjalni – najczęściej gwiazdy muzyki rozrywkowej. Program realizowany jest z udziałem publiczności. Od drugiej do szóstej serii prowadzącym wspomagającym (za kulisami) był Piotr Gumulec z Kabaretu Chyba.
Każda seria programu składa się z kilku bądź kilkunastu półtoragodzinnych wydań emitowanych w niedziele o godz. 20.05 (od jesieni 2017 do wiosny 2019 – 21.05). Początkowo każde z nich nadawane było na żywo. Począwszy od siódmej serii (nadawanej wiosną 2019) – wbrew nazwie „na żywo” – program nie jest transmitowany, lecz nagrywany w ciągu tygodnia i emitowany po kilku dniach
Reżyserką pierwszych kilku serii programu była Beata Harasimowicz. Następnie rolę tę przejmowali Szymon Łosiewicz, a potem Konrad Smuga. Produkcja pierwszej serii Kabaretu na żywo była realizowana w Hali Mera w Warszawie, druga – w Studio ATM w Warszawie, zaś od trzeciej realizacja odbywa się w studio Cyfrowego Polsatu przy ul. Łubinowej 4A w Warszawie.
Przez osiem serii oprawą muzyczną zajmował się współpracujący podczas widowisk kabaretowych zespół muzyczny The Jobers. W dziewiątej i dziesiątej serii oprawą muzyczną zajmował się zespół Enej. 
Wybrane stałe cykle
- W czwartej serii Kabaret na Koniec Świata na początku każdego odcinka przedstawiał skecze związane z polityką, które napisał Robert Górski.
- Gdy program ukazywał się pod nazwą „Kabaret na żywo. Klinika skeczów męczących”, jego stałym elementem był miniserial pt. „Mała Polonia".
- Na przestrzeni trzech serii (12–14) program zawierał parodię serwisów informacyjnych pt. „Fakty autentyczne”.

## Spis serii
| Seria | Seria                             | Sezon telewizyjny | Pora emisji     | Średnia oglądalność | Średnia oglądalność | Średnia oglądalność |
| Seria | Seria                             | Sezon telewizyjny | Pora emisji     | Widownia            | Udział w paśmie     | Źródło              |
| ----- | --------------------------------- | ----------------- | --------------- | ------------------- | ------------------- | ------------------- |
| 1.    | —                                 | jesień 2016       | niedziela 20.05 | 2,31 mln            | 14,0%               | [ 6 ]               |
| 2.    | —                                 | wiosna 2017       | niedziela 20.05 | 2,32 mln            | 14,7%               | [ 7 ]               |
| 3.    | —                                 | jesień 2017       | niedziela 21.05 | 1,76 mln            | 13,4%               | [ 8 ]               |
| 4.    | —                                 | wiosna 2018       | niedziela 21.05 | 1,79 mln            | 14,0%               | [ 9 ]               |
| 5.    | według Paranienormalnych          | jesień 2018       | niedziela 21.05 | 1,40 mln            | 10,2%               | [ 10 ]              |
| 6.    | —                                 | wiosna 2019       | niedziela 21.05 | 1,58 mln            | 11,6%               | [ 11 ]              |
| 7.    | —                                 | jesień 2019       | niedziela 20.05 | 1,62 mln            | 10,4%               | [ 12 ]              |
| 8.    | Przystanek Radość                 | wiosna 2020       | niedziela 20.05 | 1,78 mln            | 11,1%               | [ 13 ]              |
| 9.    | Klinika Skeczów Męczących         | jesień 2020       | niedziela 20.05 | 1,68 mln            | 11,1%               | [ 14 ]              |
| 10.   | Klinika Skeczów Męczących         | wiosna 2021       | niedziela 20.05 | 1,80 mln            | 12,2%               | [ 15 ]              |
| 11.   | Młodzi i Moralni                  | jesień 2021       | niedziela 20.05 | 1,86 mln            | 13,4%               | [ 16 ]              |
| 12.   | Nowy skŁAD                        | wiosna 2022       | niedziela 20.05 | 1,46 mln            | 10,3%               | [ 17 ]              |
| 13.   | Młodzi i Moralni 2                | jesień 2022       | niedziela 20.05 | 1,71 mln            | 12,2%               | [ 18 ]              |
| 14.   | Nowy skŁAD 2                      | wiosna 2023       | niedziela 20.05 | 1,52 mln            | 11,1%               | [ 19 ]              |
| 15.   | Młodzi i Moralni 3                | jesień 2023       | niedziela 20.05 | 1,29 mln            | 10,0%               | [ 21 ]              |
| 16.   | —                                 | jesień 2024       | sobota 19.55    | bd.                 | bd.                 | [ 22 ]              |
| 17.   | Chyba Czesuaf                     | wiosna 2025       | sobota 19.55    | 0,86 mln            | 7,65%               | [ 23 ] [ 24 ]       |
| 18.   | Młodzi i Moralni. Nad mętną rzeką | jesień 2025       | sobota 19.55    | bd.                 | bd.                 | [ 25 ]              |

W październiku 2023 telewizja Polsat przerwała emisję programu w połowie serii. W konsekwencji kilka nagranych w tym okresie odcinków nie doczekało się emisji. Ponadto z ramówek kanałów należących do Telewizji Polsat wycofano emisje powtórkowe programów kabaretowych, usunięto także odcinki i ich fragmenty zamieszczane w internetowych kanałach dystrybucji programu. Rok później zapowiedziano powrót programu na antenę stacji. W październiku 2024 nadawca zapowiedział wyemitowanie nienadanych rok wcześniej odcinków programu.